# Dołhinty
Dołhinty, Dołhińce (biał. Долкінды; ros. Долкинды) – wieś na Białorusi, w obwodzie mińskim, w rejonie nieświeskim, w sielsowiecie Kozły.

## Historia
W dwudziestoleciu międzywojennym leżały w Polsce, w województwie nowogródzkim, w powiecie nieświeskim, w gminie Snów. W 1921 miejscowość liczyła 319 mieszkańców, zamieszkałych w 52 budynkach, wyłącznie Białorusinów. 314 mieszkańców było wyznania prawosławnego i 5 rzymskokatolickiego.
Po II wojnie światowej w granicach Związku Sowieckiego. Od 1991 w niepodległej Białorusi.